# Kendrick Green
Kendrick Green (Peoria, Illinois, 22 de diciembre de 1998) es un jugador profesional estadounidense de fútbol americano que se desempeña en la posición de center en Houston Texans, equipo de la National Football League (NFL).

## Carrera
Fue seleccionado en la tercera ronda en la Reunión Anual de Selección de Jugadores de la NFL de 2021. Hizo su debut profesional con el equipo Pittsburgh Steelers, en el cual jugó tres temporadas (2021-2023), luego pasó a Houston Texans, donde lleva jugando una temporada.